# Victor (Iowa)
Victor è un comune degli Stati Uniti d'America, situato nello Stato dell'Iowa, diviso tra la contea di Iowa e la contea di Poweshiek.